# Aeroportul Internațional Manuel Márquez de León
Aeroportul Internațional Manuel Márquez de León (IATA: LAP, ICAO: MMLP) este un aeroport din Baja California Sur, Mexic ce deservește zona La Paz, Baja California Sur. Aeroportul a fost tranzitat în 2023 de 1.095.343 de pasageri. A fost numit după Manuel Márquez de León⁠(d).
Situat la o altitudine de 21 m, aeroportul dispune de 1 pistă. Este operat de Grupo Aeroportuario del Pacífico⁠(d).

## Infrastructură

### Piste
Aeroportul dispune de o singură pistă. Pista are orientarea 18/36. 